# Список модификаций ЗИС-101
Список модификаций ЗИС-101 включает в себя модификации советского семиместного автомобиля высшего и представительского класса с кузовом «лимузин», выпускавшегося на Заводе имени Сталина (Москва) в 1936—1941 годах. Модификации приведены в алфавитном порядке, указаны фотография (при наличии в свободном доступе), наименование модификации и краткое ее описание, а также ссылки на источники.
| Фото | Название              | Описание | Пр.                 |
| ---- | --------------------- | --- | ------------------- |
|      | ЗИС-101А              | Модернизированная версия, обладала форсированным до 116 л. с. и модифицированным двигателем, однодисковым сцеплением, улучшенными коробкой передач и радиаторной облицовкой, а также другими по сравнению с ЗИС-101 карбюратором и отделкой кузова. Стоимость 32,5 тысяч рублей. Производились с 1940 по 1941 год, один автомобиль был собран в 1942 году (вероятно, из оставшихся деталей). Всего без учёта последнего было изготовлено 674 машины.                                      | [ 1 ] [ 2 ] [ 3 ]   |
|      | ЗИС-101А-Спорт        | Спорткар, родстер на шасси ЗИС-101. Создан по идее группы молодых инженеров при поддержке И. Лихачёва. Обладал уменьшенной колёсной базой, передовым по меркам того времени дизайном, 141-сильным двигателем с увеличенным рабочим объёмом, коробкой передач, оснащённой синхронизаторами и повышающей передачей. Собран в 1939 году, через год установил всесоюзный рекорд скорости на испытаниях. Существовал в единственном экземпляре, утрачен после начала войны.                    | [ 4 ] [ 5 ] [ 6 ]   |
|      | ЗИС-101Б              | Изменён интерьер, установлен новый руль, увеличен багажник. Планировалось также устанавливать более мощные моторы. Два опытных автомобиля, отличавшиеся друг от друга некоторыми деталями, проходили испытания перед началом Великой Отечественной войны, последний известный отчёт о них вышел в октябре 1941 года. | [ 7 ] [ 8 ] [ 9 ]   |
|      | ЗИС‑101Л              | Модификация оснащалась телефоном, обеспечивавшим связь между водителем и пассажирами. Производилась в 1936 году, один автомобиль был экспонатом на прошедшей во Франции Всемирной выставке 1937 года. | [ 10 ] [ 11 ]       |
|      | ЗИС-101С              | Оснащался 8-цилиндровым двигателем американского производителя Packard, произведено два автомобиля. Также известно о существовании машин с 6-цилиндровыми двигателями Studebaker (от грузовика Studebaker US6) и Packard. | [ 11 ]              |
|      | ЗИС-101П              | Прототип, основывался на шасси из США. Имел полный привод. | [ 11 ]              |
|      | ЗИС‑101Э              | Литера «Э» в названии расшифровывается как «Экстра». Обладал бронированием (авиационная сталь), масса приблизительно 4 тонны. Стёкла дверей поднимались с помощью гидравлических домкратов. Двигатель форсированный, имел степень сжатия 5,5, мощность составляла 116 л. с. при 3200 оборотах в минуту. Были изготовлены пара образцов и один прототип, однако проект не заинтересовал руководство страны. В 1943 году машины и документация по проекту уничтожены.                       | [ 12 ] [ 8 ] [ 13 ] |
|      | ЗИС‑101ЭР             | Построен в 1943 году в столичном Научно-исследовательском тракторном институте. Имел увеличенную на 160 мм колёсную базу (это позволило поместить в багажник запасное колесо) и доработанную подвеску. Перспектив попасть в серийное производство не имел, так как завод имени Сталина уже занимался новым автомобилем ЗИС-110. | [ 7 ]               |
|      | ЗИС-102               | Выпускались кабриолеты и фаэтоны. Кабриолеты имели опускающиеся дверные стёкла с рамками, фаэтоны — невысокое ветровое стекло и относящиеся к поворотному типу форточки. Имел несколько различных вариантов, которые различались количеством целлюлоидных окон и боковых стёкол, а также парадную версию. Стал известен за автогоночные достижения, экспонировался на всесоюзной сельскохозяйственной выставке и в Нью-Йорке в 1939 году. Ни одной машины, судя по-всему, не сохранилось. | [ 10 ] [ 14 ]       |
|      | ЗИС-103               | Следующая ступень модернизации после ЗИС‑101Б. Вероятнее всего, изменена отделка кузова. От ЗИС-101Б отличался подвеской, а также положением рычага коробки передач и рамой. Существовал один экземпляр. | [ 9 ] [ 1 ]         |
|      | АКЗ-4                 | Тип кузова — универсал. Собирались после окончания боевых действий на заводе «Аремкуз» в Москве, использовались в санитарных целях. | [ 15 ] [ 16 ]       |
|      | АКЗ-6                 | Тип кузова — фургон. Собирались после окончания боевых действий на заводе «Аремкуз» в Москве, применялись в том числе для обслуживания прачечных. | [ 15 ] [ 16 ]       |
|      | Бронемашина           | Проект бронемашины разрабатывался осенью в год начала войны. Судя по-всему, не производились | [ 1 ]               |
|      | Самоходный миномёт    | Проект самоходного миномёта разработки ЛОНИТОМАШ с бронированным кузовом. Возможно, был построен как минимум один прототип в 1941 году | [ 17 ]              |
|      | Киносъёмочный вариант | Вариант, приспособленный для съёмок фильмов. Убраны задняя часть крыши и кузовная стенка, установлена операторская площадка. | [ 16 ]              |
|      | Такси                 | Автомобили, предназначенные для работы в такси, окрашивались в отличные от обычных цвета, по бокам — «шашечки». Входили в состав столичного 13-го таксомоторного парка, перевозили пассажиров по установленным маршрутам и между городами. | [ 3 ]               |
|      | Скорая помощь         | Выпускались в небольших количествах. | [ 3 ]               |